# Station Zygmuntowo Mazowieckie
Station Zygmuntowo Mazowieckie is een spoorwegstation in de Poolse plaats Zygmuntowo.